# Bonturo Dati
Bonaventura Dati, anomenat Bonturo (Lucca, segle xiii - Florència, 1324) va ser un comerciant i polític italià.

## Biografia
Bonturo Dati, de Lucca, estava involucrat en els assumptes polítics de la seva ciutat, però és sobretot famós per haver estat assenyalat  per Dante com a estafador i barater, és a dir, acusat de fer guanys il·legals des d'un càrrec públic. L'acusació infamant, llançada quan Bonturo encara era viu, està continguda en els següents tercets de l'Infern de la Divina Comèdia, en què es descriu la immersió d'un estafador de Lucca (un dels ancians de santa Zita) al llac de la pega bullent de la cinquena fossa de Malebolge.

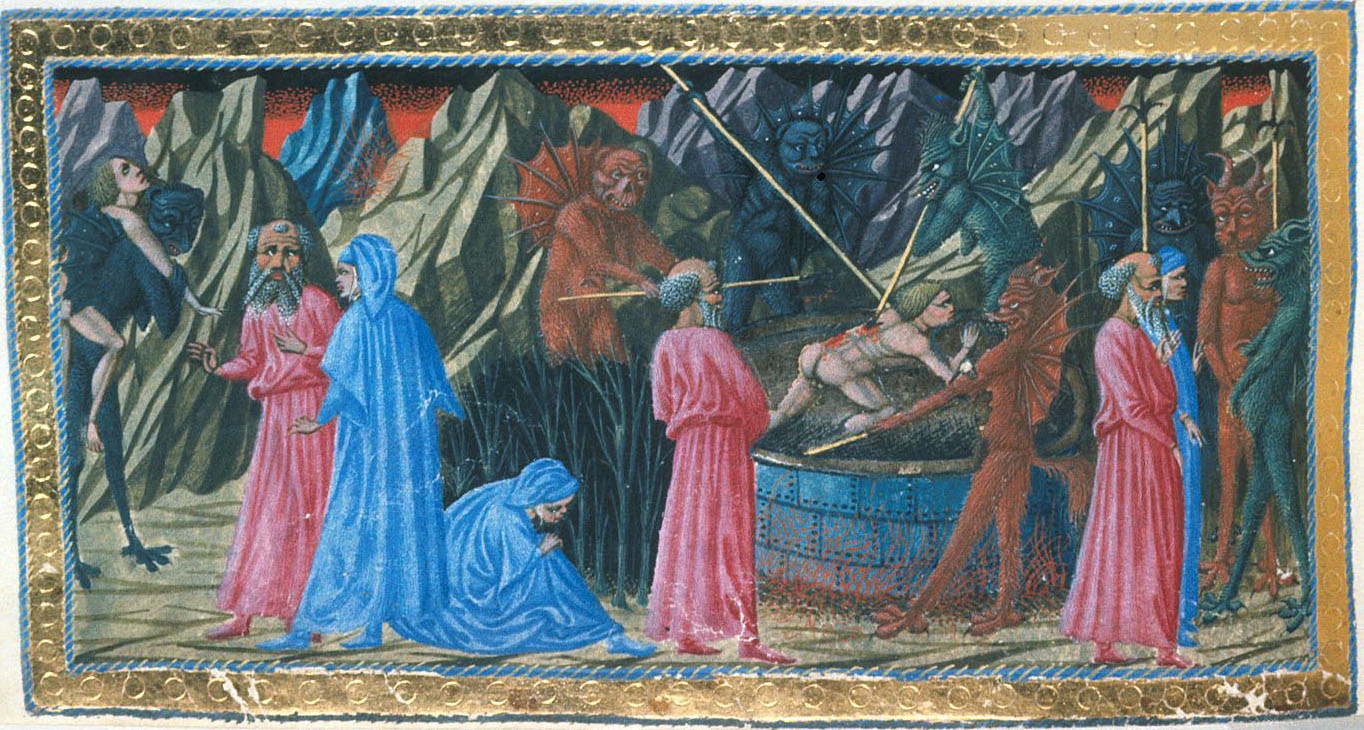
El cant vint-i-unè de l'infern vist per Priamo della Quercia. A l'esquerra de la imatge el dimoni negre que porta l'ancià de santa Zita.

| «Malabranca», va cridar des del pont, «ací hi ha un dels ancians de santa Zita! Tireu-lo a dins: vaig a buscar-ne més d'aquella vila on són tan abundants: tothom hi és traficant, tret de Bonturo i, per diners, d'un no en faran un sí. » (Inf. XXI, 37-42) |

"tothom hi és traficant, tret de Bonturo; " és a dir: tot home (de la ciutat de Lucca) és un estafador, excepte Bonturo, això és el que diu un diable, per fer burla del famós estafador Bonturo que resultava ser, en aquell temps "el més estafador de tots" [1]. Dels comentaristes i documents d'arxiu també sabem inclús que Bonturo Dati era el cap de la facció popular de Lucca i va ocupar diversos càrrecs públics. Pel que sabem, la família Dati no pertanyia al col·lectiu restringit dels ancians de santa Zita.
Pel que fa a l'ancià de Santa Zita que el dimoni porta a coll i del qual no es diu el nom, uns comentaristes van apuntar que devia ser el boter Martino que va morir la nit de Divendres Sant del 1300, l'any en què Dante fa el seu viatge a l'Inframón. Va ser un ciutadà important de Lucca a la seva època, i va coincidir amb Bonturo Dati i altres homes de baixa extracció social, que van governar Lucca en aquell temps. Un cop fou enviat pel govern de la seva ciutat com a ambaixador al Papa; parlant un dia amb aquest sobre el seu poder, li digué: Agafa'm, agafa'm, sant Pare, que estàs agafant la meitat de Lucca; com volent dir que ell era un dels dos que manava a Lucca, i Bonturo Dati era l'altre.
El 1308 la família Grandi va ser expulsada per acusació de corrupció. Bonturo va assumir per poc temps el càrrec de governador de la ciutat, i es vantava d'haver posat fi als abusos.
El 1313, en els acords entre Pisa i Lucca, Bonturo es va burlar de manera insolent dels pisans. Entre les dues ciutats va sorgir una guerra amarga i molt perjudicial per a Lucca.
El 1314, un gran nombre de ciutadans del partit güelf, per tant hostils al govern gibelí de la ciutat, i al seu nou senyor, Uguccione della Faggiola, foren exiliats. Bonturo apareix a la llista d'exiliats. Una altra notícia fixa la seva mort el 1324.